# Kevin Locke
Tokeya Inajin "El primer a alçar-se" o Kevin Locke (lakota: Tȟokéya Inážiŋ)  (Califòrnia, 23 de juny de 1954 - Hill City, 1 d'octubre de 2022) fou un músic d'ètnia sioux barreja de lakota i anishinabe, mestre i artista, tocava i ballava la dansa amb els anells, amb la qual cosa va anar a molts powwows. Va enregistrar nombrosos discs, com The first flute.